# Pahua Grande
Pahua Grande är en ort i Mexiko.   Den ligger i kommunen Ixhuatlán de Madero och delstaten Veracruz, i den sydöstra delen av landet, 180 km nordost om huvudstaden Mexico City. Pahua Grande ligger 224 meter över havet och antalet invånare är 467.
Terrängen runt Pahua Grande är lite kuperad. Runt Pahua Grande är det ganska tätbefolkat, med 100 invånare per kvadratkilometer. Närmaste större samhälle är Tlachichilco, 13,5 km sydväst om Pahua Grande. I omgivningarna runt Pahua Grande växer huvudsakligen savannskog.